# Cascada Szklarka
Cascada Szklarka (în poloneză Wodospad Szklarki, în germană Kochelfall) este o cascadă situată în Munții Karkonosze, în arealul Parcului Național Karkonoski.

## Caracteristici
Are o înălțime de 13,3 m, fiind situată la o altitudine de 520 m deasupra nivelului mării, la mijlocul defileului  Szklarki (poloneză Wąwóz Szklarki) pe cursul pârâului Szklarka. Este a doua cascadă ca înălțime din partea poloneză a munților Karkonosze, prima fiind cascada Kamienczyk (27 m).
Se află în proximitatea stațiunii Szklarska Poręba (centru al sporturilor de iarnă) și a drumului Drumului european E65. care merge pe valea râului Kamienna.
În 1868 a fost construit pe malul stâng lângă cascadă un han care în timp a devenit hostel, imaginându-se tot în secolul XIX pentru turiști un sistem care regla debitul de apă, contra unei taxe.

## Galerie

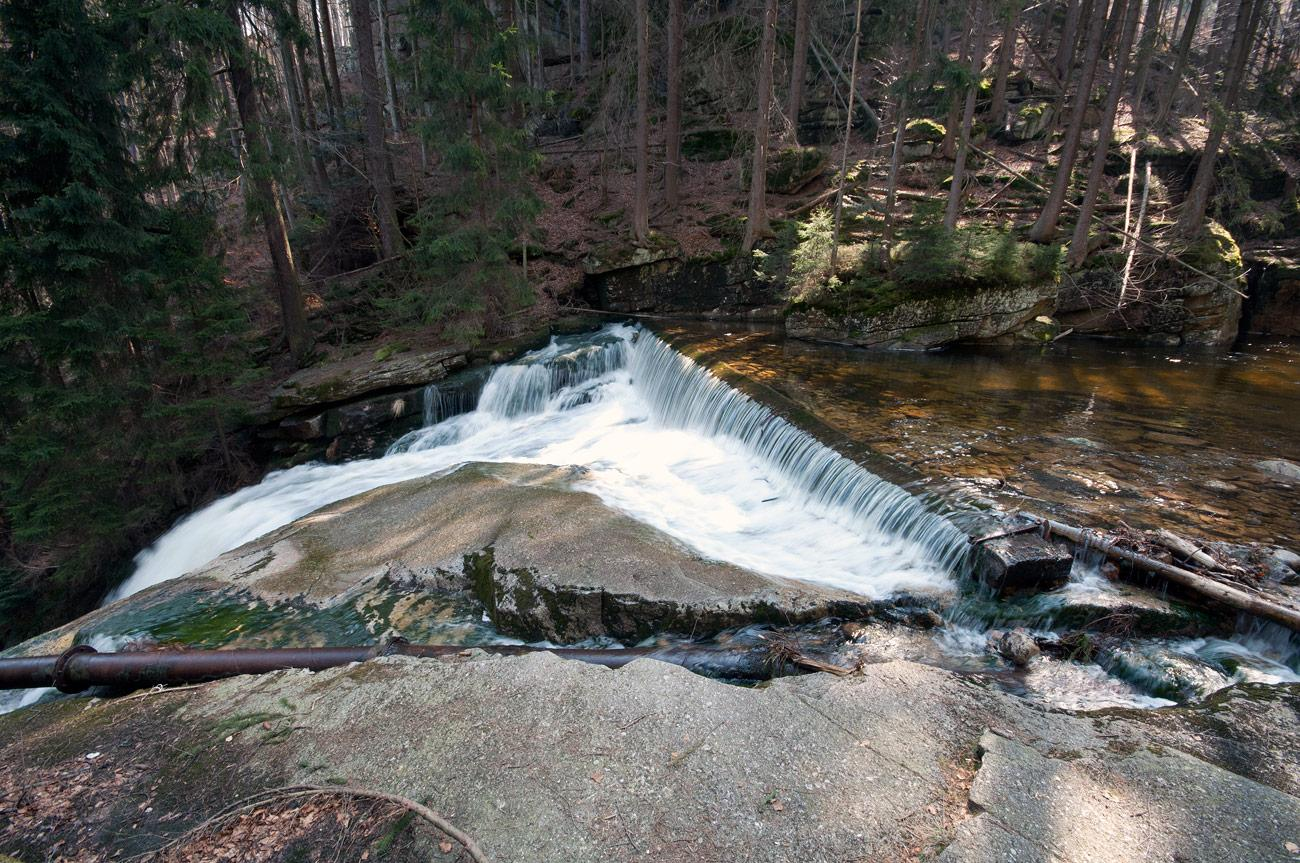
Cascada privită din amonte
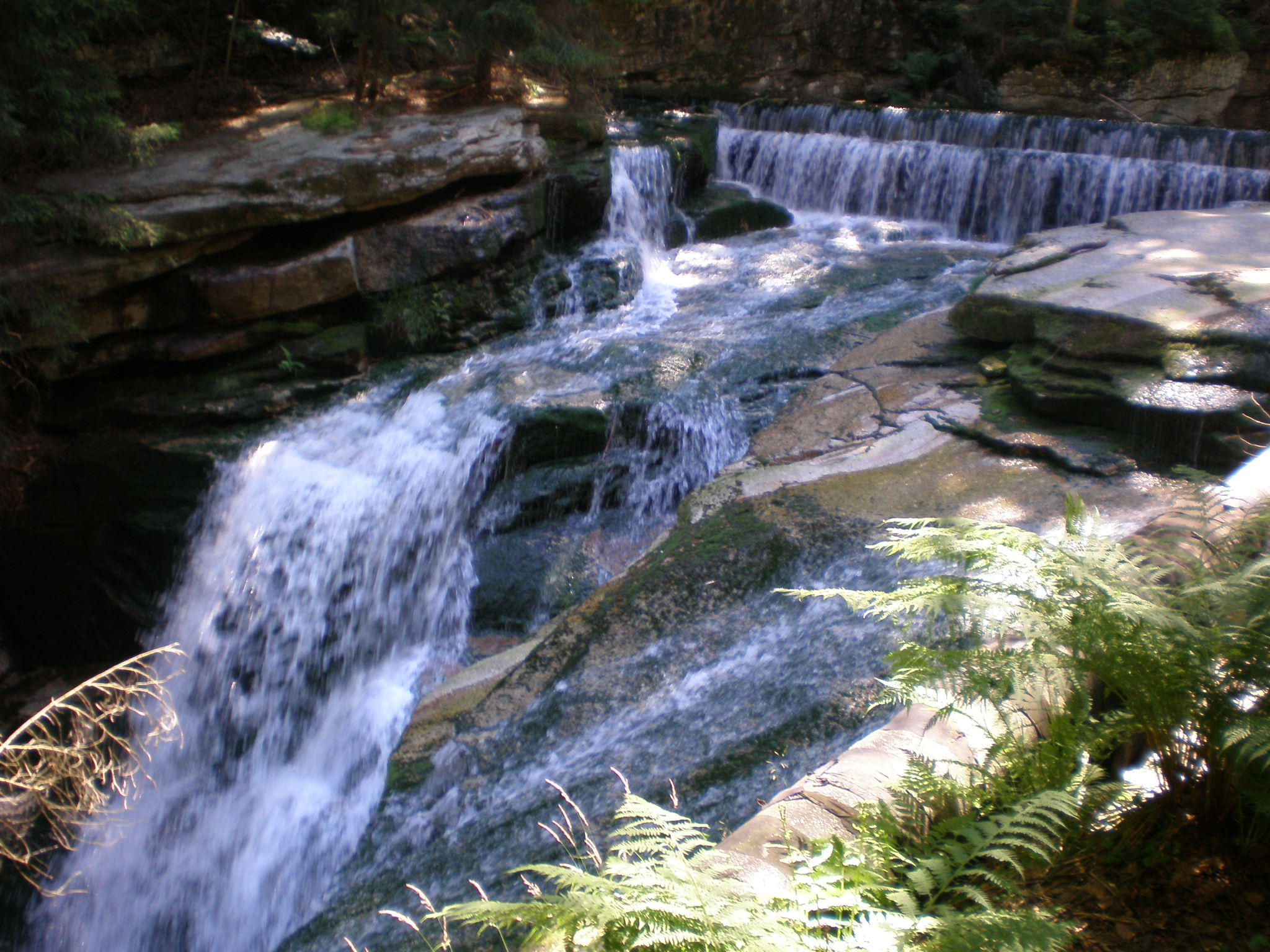
Treptele superioare
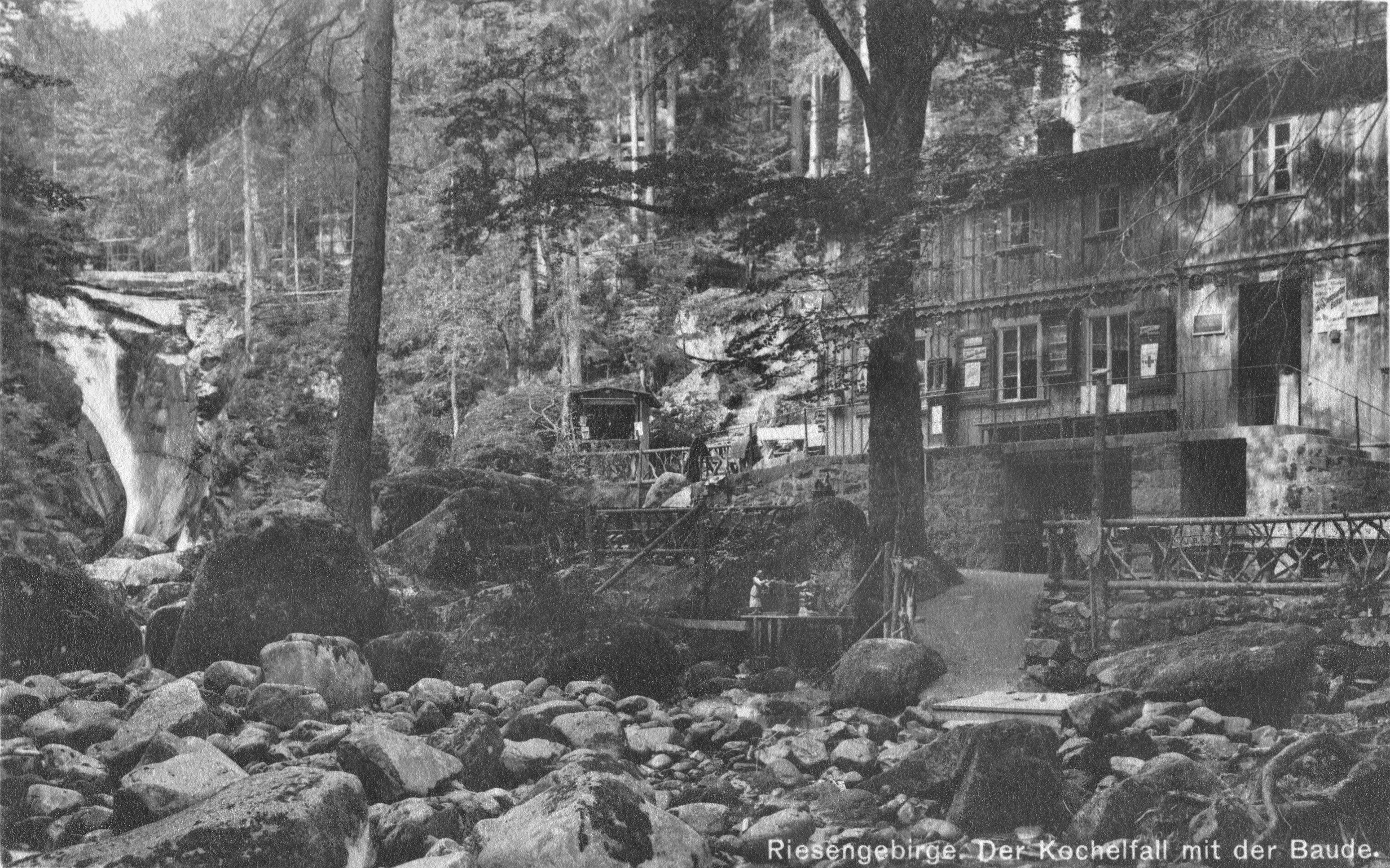
Vechiul hostel de lângă cascadă
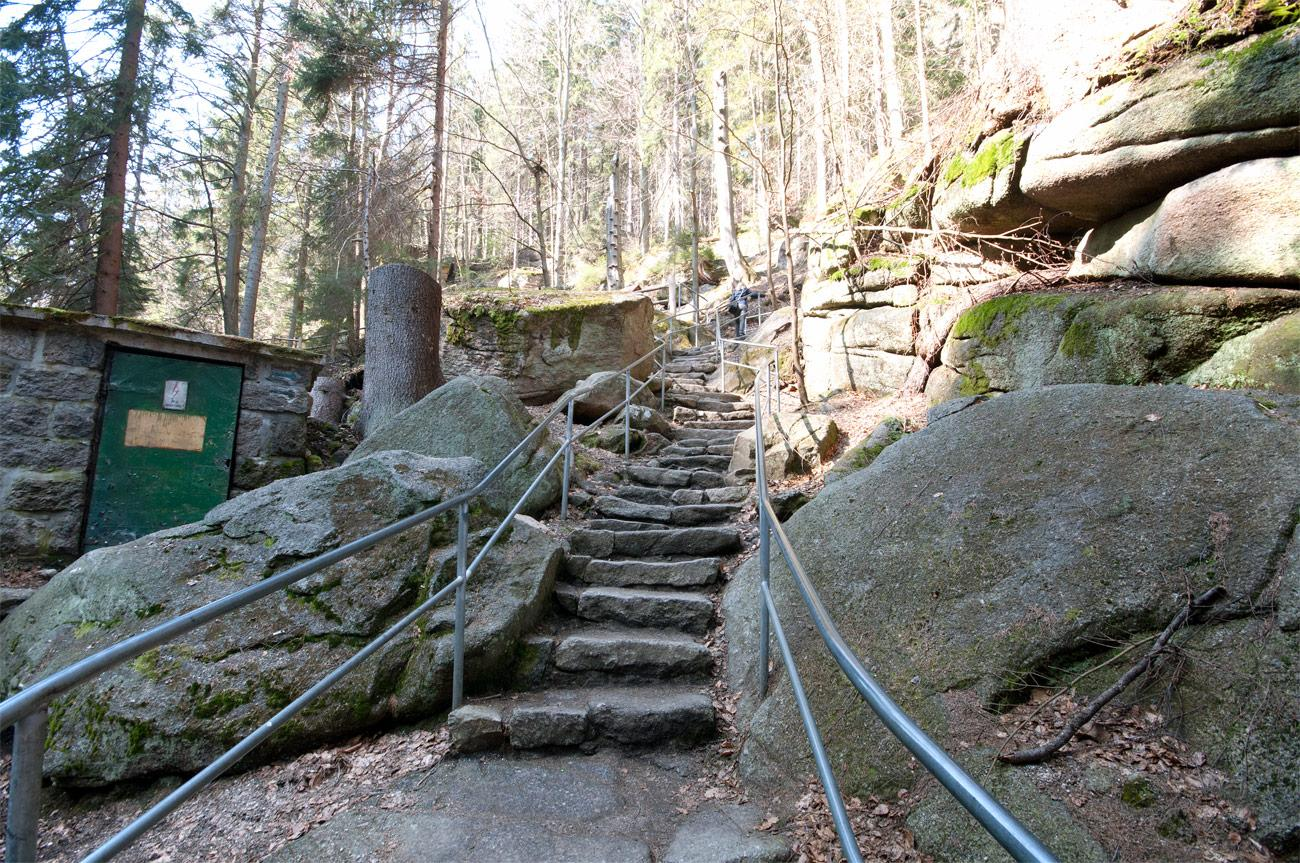
Rampă de acces spre cascadă
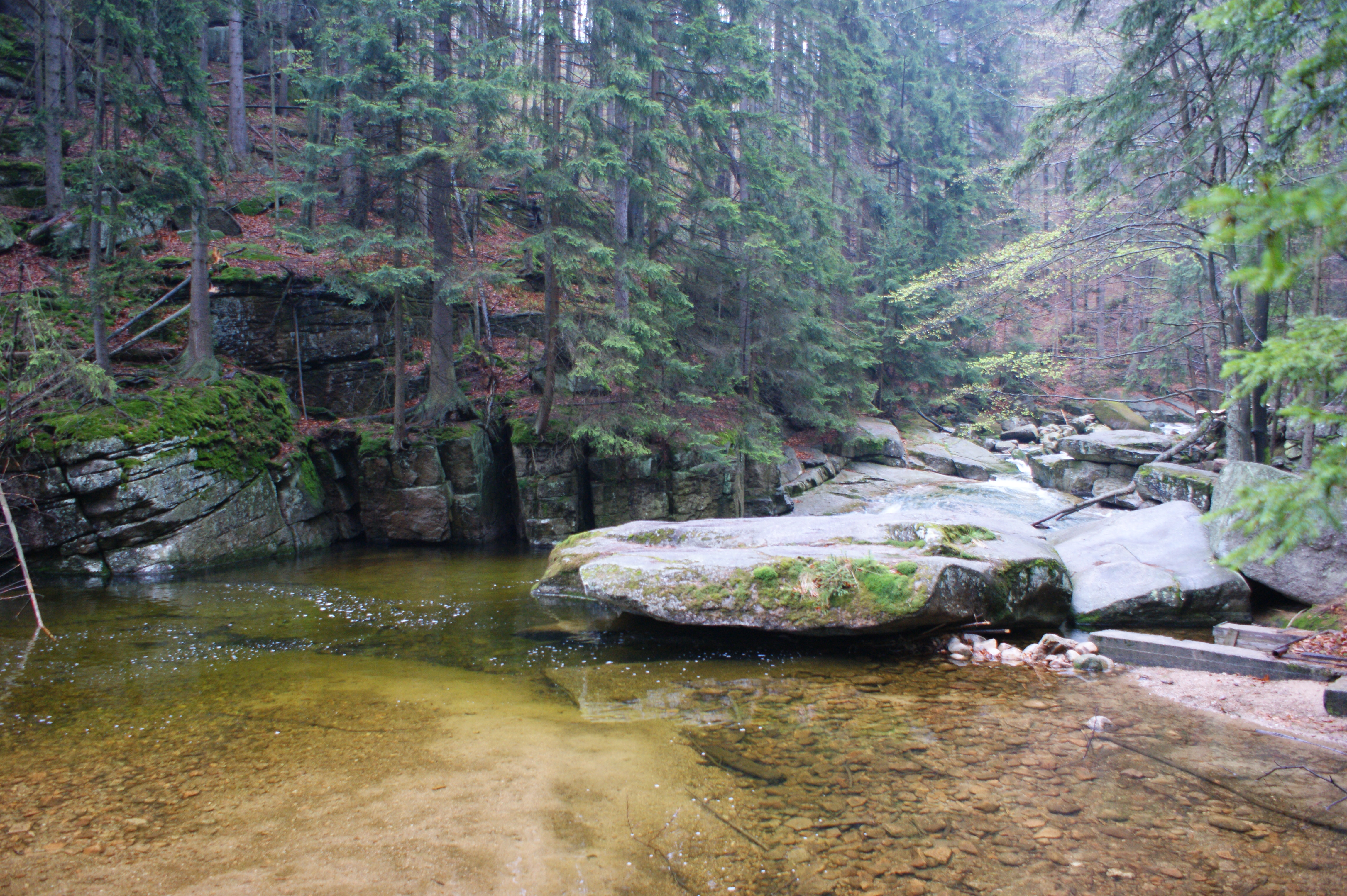
Râul Szklarka în amonte de cascadă